# کوری بیولی
کوری کینگ بیولی (به انگلیسی: Corey King Beaulieu) (زاده ۲۲ نوامبر ۱۹۸۳ در داور-فاکس‌کرافت، مین، ایالات متحده آمریکا) نوازنده گیتار لید گروه هوی متال تریویوم است.